# Negros Occidental
Negros Occidental (en cebuà Kanlurang Negros) és una província de les Filipines situada a la regió de les Visayas Occidentals. Ocupa la part nord-occidental de l'illa de Negros, mentre que la part restant de l'illa pertany a la província de Negros Oriental. A l'altra banda del golf de Panay i de l'estret de Guimaras, al nord-oest, hi trobem la província insular de Guimaras i la província d'Iloilo, a l'illa de Panay. Bacolod és la seu del govern provincial, tot i que aquesta ciutat és independent de la província, pel fet de ser una ciutat catalogada com a «altament urbanitzada».

## Divisió administrativa
La província de Negros Occidental es compon de 19 municipis i 12 ciutats, subdividits alhora en 601 barangays.

### Ciutats
| - Bago - Cádiz - Escalante - Himamaylan - Kabankalan - La Carlota | - Sagay - San Carlos - Silay - Sipalay - Talisay - Victorias |

### Municipis
| - Binalbagan - Calatrava - Candoni - Cauayan - Enrique B. Magalona (Saravia) - Hinigaran - Hinoba-an (Asia) - Ilog - Isabela - La Castellana | - Manapla - Moises Padilla (Magallon) - Murcia - Pontevedra - Pulupandan - Salvador Benedicto - San Enrique - Toboso - Valladolid |